# Lady in a Cage
Lady in a Cage (bra: A Dama Enjaulada) é um filme estadunidense de 1964, do gênero suspense psicológico, dirigido por Walter Grauman, estrelado por Olivia de Havilland, e co-estrelado por James Caan. O roteiro de Luther Davis retrata a história de uma mulher que fica acidentalmente presa no elevador de onde mora e começa a ser aterrorizada por um grupo de bandidos cruéis.

## Sinopse
Cornelia Hilyard (Olivia de Havilland) é uma mulher viúva e rica que, devido a uma deficiência em uma das pernas, torna-se dependente de um elevador pessoal sempre que deseja se direcionar ao andar de cima de sua casa, ao invés das escadas. Tudo corre bem até que, num dia quente de verão e sozinha em casa, uma escassez elétrica faz o elevador parar enquanto está sendo usado. Ao pedir socorro, Cornelia acaba chamando a atenção de um bêbado que, ao entrar na casa e ver que ali há bens valiosos, decide roubá-los. A mulher fica fora de si quando percebe que agora corre perigo e, para piorar a situação, seu desespero acaba chamando a atenção de uma gangue psicótica, liderada pelo jovem delinquente Randall Simpson O'Connell (James Caan).

## Elenco
- Olivia de Havilland como Sra. Cornelia Hilyard
- James Caan como Randall Simpson O'Connell
- Jennifer Billingsley como Elaine
- Jeff Corey como George L. "Repent" Brady, Jr.
- Ann Sothern como Sade
- Rafael Campos como Essie
- William Swan como Malcolm Hilyard
- Charles Seel como Sr. Paul
- Scatman Crothers como Assistente de Paul
- Richard Kiel como Homem em Loja (não-creditado)
- Ron Nyman como Vizinho (não-creditado)

## Produção
O filme foi baseado em uma ideia original de Davis, que a obteve quando trabalhava em uma peça teatral sobre como uma queda de energia afetava os moradores de uma casa em uma região petrolífera do centro-oeste estadunidense. O incidente se transformou em uma batalha pela sobrevivência, o que fez Davis alterar a ação de sua história de uma casa para um elevador, "já que, como tantos nova-iorquinos, tenho uma sensação de claustrofobia nesses pequenos elevadores automáticos". Mais tarde, ele disse que também se inspirou no apagão de Nova Iorque em 17 de agosto de 1959, além de conhecer uma senhora que havia ficado presa no elevador de uma residência particular no Upper East Side. Ela gritou por ajuda e foi ouvida por dois homens, que a estupraram. Durante sua pesquisa, ele descobriu que todos os elevadores de Nova Iorque eram equipados com telefone por segurança, o que teria arruinado a história, então o filme se passa em uma cidade sem nome.
O filme foi anunciado em agosto de 1962, com Ralph Nelson dirigindo e Robert Webber estrelando. Joan Crawford e Elizabeth Montgomery foram as atrizes cogitadas para o papel principal feminino. Rosalind Russell recebeu o convite para interpretar a personagem, mas recusou. Em dezembro de 1962, Olivia de Havilland assumiu o papel principal. Seu salário foi de US$ 300.000. Grauman assinou contrato para fazer sua estreia no cinema como diretor. As filmagens começaram em fevereiro de 1963, e duraram quatorze dias. De Havilland chamou a experiência de "maravilhosa", elogiando o talento de James Caan (em seu primeiro papel creditado).

## Recepção
Comercialmente, o filme foi lucrativo para a Paramount.
O filme foi inicialmente recebido negativamente por críticos que o consideraram extremamente violento, vulgar e abaixo da média para uma atriz da estatura de de Havilland. Bosley Crowther, em sua coluna especial para o The New York Times, criticou o filme, chamando-o de "repreensível", o que gerou uma polêmica na imprensa. A colunista Hedda Hopper escreveu: "A produção deveria ser queimada ... Por que Olivia fez isso?" A revista Variety escreveu que "não há um único personagem ou característica redentores" no "roteiro vulgar", chamando a atuação de de Havilland como Oscar bait e a de Caan como uma cópia de Marlon Brando. O jornal Pittsburgh Post-Gazette também comparou negativamente o desempenho de Caan ao de Brando e criticou os buracos na trama do filme.
A revista Time mencionou que o filme "acrescenta Olivia de Havilland à lista de atrizes de cinema que aparentemente preferem ser malucas a serem esquecidas".
Reavaliado décadas depois, o filme agora é visto como aquele que apresentou a turbulência e as mudanças da sociedade na década de 1960, e um "suspense profundamente perturbador". A revista TV Guide deu ao filme 3/5 estrelas, e chamou-o de "suspense realista e intenso". A revista Filmink disse: "O filme foi reavaliado nos últimos anos, merecidamente, como o suspense difícil e incomum que é, mesmo que tenha apenas meia hora de enredo, se você for honesto".

## Mídia doméstica
O filme foi lançado em DVD para a Região 1 em 29 de março de 2005.